# Casuariina
Casuarinin es un elagitanino. Se encuentra en el pericarpio de los granados ( Punica granatum ). También se encuentra en especies de Casuarina y Stachyurus y en Alnus sieboldiana.
Es un isómero de la casuarictina. Se trata de un altamente activo de inhibidores de la anhidrasa carbónica.

## Biosíntesis
En algunas plantas, incluyendo el roble y el castaño, los elagitaninos se forman a partir de 1,2,3,4,6-pentagaloil-glucosa y más elaborado mediante deshidrogenación oxidativa (formaciones de tellimagrandin II y casuarictina). Después de la conversión de casuarictina a pedunculagina, el anillo de piranosa de la glucosa se abre y forma la familia de compuestos que incluyen casuariina, casuarinina, castalagina, castlina, vescalagina y vescalina.